# Raphael Holzdeppe
Raphael Holzdeppe (født 28. september 1989 i Kaiserslautern) er en tysk stangspringer. 
Holzdeppe var første gang med til OL i 2008 i Beijing, hvor han blev nummer syv. Ved EM 2012 vandt han bronze og kom dermed med til OL 2012 i London.
Ved legene i London klarede han 5,65 m i kvalifikationsrunden, hvilket var bedste resultat (delt med europamesteren Renaud Lavillenie fra Frankrig), og i finalen var det disse to samt Holzdeppes landsmand, Björn Otto, der som de eneste kom over 5,85 m. Medaljerne skulle dermed fordeles mellem disse tre springere, og de to tyskere klarede begge 5,91 m, men nåede ikke højere, hvilket Lavillenie gjorde med et spring på 5,97 m, og han fik dermed guld. Otto havde færre nedrivninger end Holzdeppe og fik sølv, mens Holzdeppe fik bronze.
Året efter opnåede Holzdeppe sit bedste internationale resultat, da han blev verdensmester med 5,89 m. To år senere sprang han 5,90 m ved VM, hvilket indbragte ham sølvmedalje. Hans bedste resultat var et spring på 5,94 m, som sikrede ham det tyske mesterskab i 2015. Han deltog i OL 2016 i Rio de Janeiro, hvor han dog ikke klarede kvalifikationen til finalen. En skade forhindrede ham i at stille op til sit fjerde OL, der blev afholdt 2021 i Tokyo.

## Reference
1. 1 2 3  Raphael Holzdeppe, olympedia.org, hentet 10. juni 2022
2. ↑  Pole Vault, Men, olympedia.org, hentet 10. juni 2022
3. 1 2  Raphael Holzdeppe, worldathletics.org, hentet 10. juni 2022
4. ↑  Walter, Nicolas (16. juni 2021), Raphael Holzdeppe muss Olympia-Saison vorzeitig beenden (tysk), leichtathletik.de, hentet 10. juni 2022